# Beguetoguedi
Beguetoguedi (em persa: بگتغدی; romaniz.: Begtoḡdï; lit. "um príncipe nasceu"), igualmente conhecido pela forma persianizada Baquetoguedi (em persa: بکتغدی; romaniz.: Baktoghdi), foi um comandante escravo turco (gulam) que serviu no tempo do sultão Maçude I (r. 1030–1040) do Império Gasnévida, mas que depois caiu em desgraça e foi executado. Atingiu a prestigiosa posição de sipassalar (comandante-em-chefe) do Coração em 1035 em sucessão de Ali Daia. Envolveu-se na desastrosa Batalha de Dandanacã contra os turcos seljúcidas de Tugril e Chagri Begue. Em 1038, foi novamente derrotado e isso lhe custou sua vida.

## Vida
Beguetoguedi é mencionado pela primeira vez como um oficial menor durante o reinado do sultão Mamude (r. 998–1030), mas durante o reinado do filho dele, Maçude I (r. 1030–1040), ascendeu a altos cargos; foi nomeado em 1035 comandante-em-chefe (sipassalar) do Coração, assim sucedendo seu camarada Ali Daia. Enquanto isso, os turcos seljúcidas sob a liderança de Tugril pediram asilo a Maçude. Maçude, no entanto, considerou os nômades turcos uma ameaça perigosa e enviou um exército sob o comando de Beguetoguedi, que os combateu perto da Nasa, mas foi derrotado. No entanto, outro oficial gasnévida chamado Saíbe Huceine Micail continuou a lutar, mas também foi derrotado e capturado pelo irmão de Tugril, Chagri Begue. Maçude foi então forçado a ceder Nasa, Farava e Daistão aos seljúcidas em troca do reconhecimento da autoridade gasnévida.
Por causa de seu fracasso, Beguetoguedi foi substituído por outro general chamado Subaxi como comandante-em-chefe do Coração. Em 1038, desta vez com Subaxi, foi enviado por Maçude para combater os seljúcidas, mas mais uma vez sofreu uma derrota perto de Saraques. Beguetoguedi, junto com seus camaradas Ali Daia e Subaxi, são mais tarde mencionados como participantes da Batalha de Dandanacã de 1040, que resultou numa derrota gasnévida desastrosa e deu aos seljúcidas a oportunidade de conquistar todo o oeste do Coração. Maçude, que culpou Beguetoguedi e seus camaradas pelo falhanço, prendeu-os e logo os executou na Índia.